# Baecula cornifrons
Baecula cornifrons är en fjärilsart som beskrevs av Felder 1874. Baecula cornifrons ingår i släktet Baecula och familjen nattflyn. Inga underarter finns listade i Catalogue of Life.